# Victoria Michalik
Victoria Michalik (1993) è un'ex sciatrice alpina canadese.

## Biografia
Attiva in gare FIS dal dicembre del 2008, in Nor-Am Cup la Michalik esordì il 31 gennaio 2009 a Nakiska in slalom gigante (26ª) e ottenne il miglior piazzamento il 9 dicembre 2009 a Lake Louise in discesa libera (4ª). Si ritirò durante la stagione 2012-2013 e la sua ultima gara fu il supergigante di Nor-Am Cup disputato l'11 febbraio ad Apex e non completato dalla Michalik; in carriera non debuttò in Coppa del Mondo né prese parte a rassegne olimpiche o iridate.

## Palmarès

### Nor-Am Cup
- Miglior piazzamento in classifica generale: 30ª nel 2010